# 메리 미커

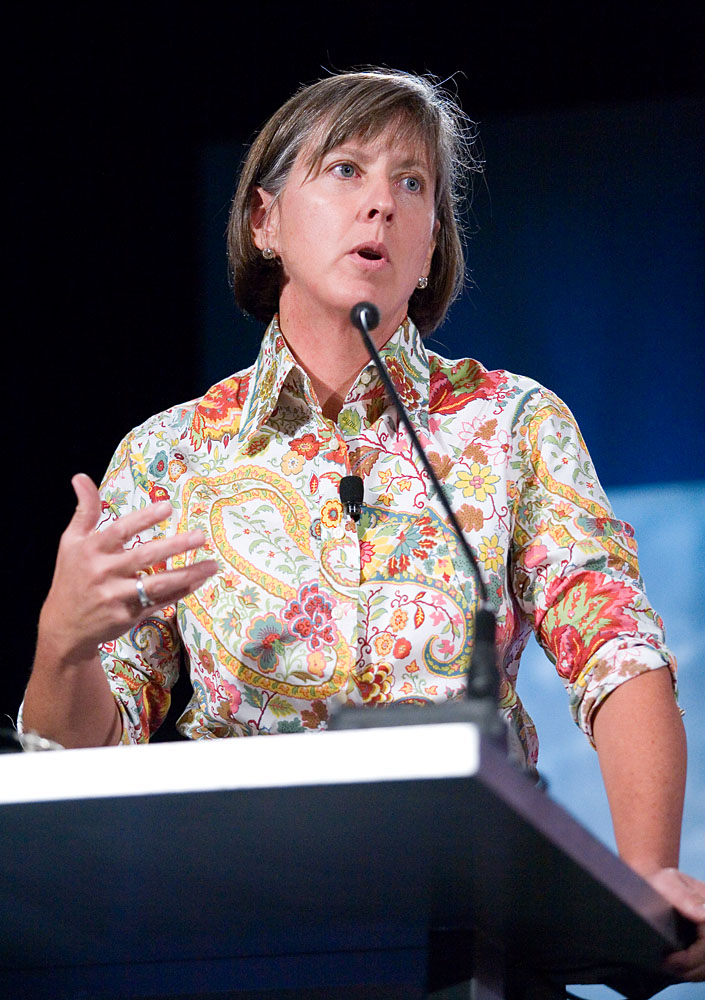

메리 미커(Mary Meeker, 1959년 9월 ~ )는 미국의 벤처 자본가이자 전직 월가 증권 분석가이다. 주요 업무는 인터넷과 신기술에 관한 것이다. 샌프란시스코에 본사를 둔 벤처 캐피탈 회사인 BOND의 창립자이자 총괄 파트너이다. 이전에 클라이너 퍼킨스에서 파트너로 근무했다.
미커는 '인터넷의 여왕'으로 불린다. 2021년에는 세계에서 가장 영향력 있는 여성 순위에서 84위에 올랐다. "미다스 리스트의 영원한 선두 VC"로서 2021년 21위에 올랐다. 2022년에는 여성 투자자 목록에서 2위를 차지했다.
2023년 미커는 포브스(Forbes)가 선정한 '세계에서 가장 영향력 있는 여성 100인' 목록에서 85위를 차지했다.